# 神奈川県営平戸団地
座標: 北緯35度25分16.5秒 東経139度34分9.2秒 / 北緯35.421250度 東経139.569222度

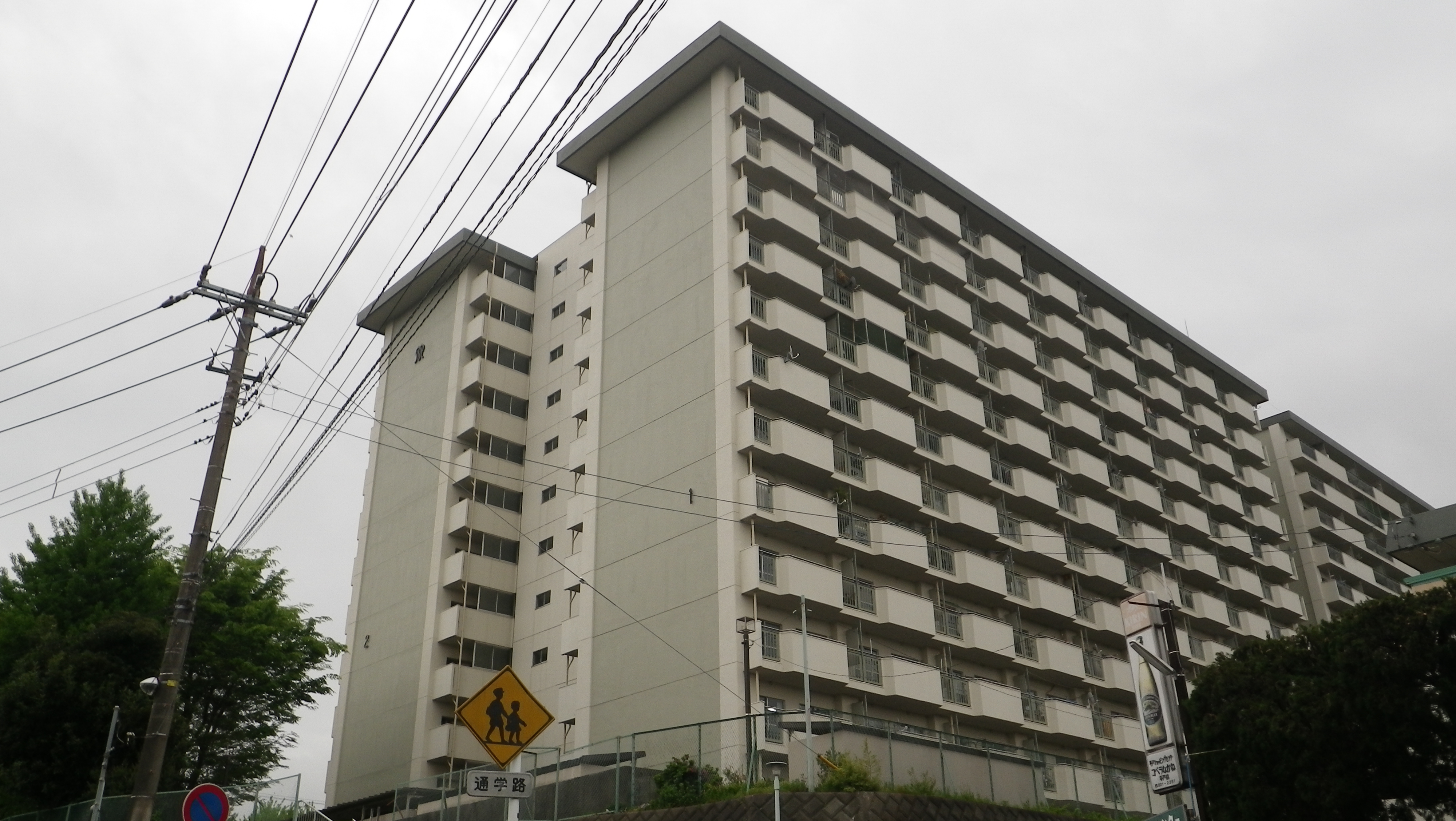
平戸団地。一番手前の建物が1号棟、その左が2号棟、1号棟の奥が3号棟。

神奈川県営平戸団地（かながわけんえいひらどだんち）とは、神奈川県横浜市戸塚区平戸町1174番地1にある県営団地である。東戸塚駅の南東に所在し、港南区との区境に近い。
神奈川県営平戸団地は、1号棟から6号棟まである。

## 県による改善計画
神奈川県では県営団地の6割が昭和40年代以前に建設され老朽化しているが、県は「県営住宅ストック総合活用計画」を策定し、2006年度（平成18年度）から2015年度（平成27年度）までの計画を定めている。同計画では、既存県営住宅の長寿命化により有効活用を図り、新規建設は行わないことを基本方針としている。長寿命化のための整備区分は「建替」「全面的改善」「個別改善」の3区分とし、うち「個別改善」を中心とする。横浜市戸塚区内では平戸団地をはじめ、川上団地（川上第一団地・川上第二団地）、原宿団地、汲沢団地が「個別改善」対象、汲沢団地が「全面改善」対象とされている。

## ファミリーマートによる移動販売
団地に隣接して「平戸ショッピングセンター」が設置されている（平戸町1149番地1）。しかし近年はシャッター商店街化しており、団地住民の高齢化に伴い買い物弱者問題が発生していた。
このため、ファミリーマート小浦平戸二丁目店（平戸2丁目15-35）が平戸地域ケアプラザに移動販売を申し出たことから、ケアプラザが戸塚区社会福祉協議会に相談し、2019年夏から協議を開始。同年12月4日からファミリーマートの専用車を使用した移動販売が開始された。同店店長は「平戸地区は高齢化が進み、買い物に行きたくても歩けない人がいると聞いて、地域密着を掲げる私たちは支援したいと思った」と述べている。

## 交通アクセス
最寄り駅は東戸塚駅だが、駅からは離れている。また国道1号から急坂を登った丘の上にある。そのため、神奈川中央交通（舞岡営業所）が東戸塚駅と「平戸団地」停留所の間に路線バス（東03系統）を運行している。1時間あたりの運行便数は、平日朝夕が4本、平日日中が3本、土休日が2本で、「平戸団地」停留所発の終バスは20時台（東戸塚駅発の便は休日を除き21時台が終バス）。
「平戸団地」停留所には、かつては以下のバス路線が運行されていたが、いずれも廃止され、東03系統が唯一のバス路線となっている。
- 横15：横浜駅西口 - 洪福寺 - 水道道 - 保土ケ谷駅東口 - 狩場町 - 坂下口 - 平戸団地（2003年10月20日廃止）
- 保05：保土ケ谷駅東口 - 狩場町 - 坂下口 - 平戸団地
- 戸28：水道道 - 保土ケ谷駅東口 - 狩場町 - 坂下口 - 平戸団地
- 戸27：戸塚駅東口 - 不動坂 - 品濃口 - 坂下口 - 平戸団地（2003年10月20日廃止）

東03系統は本数が少なく終バス時刻も早いため、多数の系統が停車し、かつ保土ケ谷駅東口を24時10分に出る深夜バス（平日限定）も停車する国道1号の「坂下口」バス停を利用する住民も多い。更に同じく国道1号上に設置されており「坂下口」同様多数の系統が停車する「山谷」バス停、隣接する港南区芹が谷にあり上大岡駅方面への便を中心に発着する「せりぎんタウン」バス停など近隣に所在するバス停を利用する住民も存在する。

## 周辺
- 横浜市立平戸中学校
- 横浜市立平戸台小学校
- はま寿司東戸塚店
- デイリーヤマザキ戸塚平戸町店
- マクドナルド1号線戸塚平戸店
- 川上公園
- 島忠東戸塚店
- 神奈川県立精神医療センター（港南区芹が谷2丁目5-1）
  - 神奈川県精神保健福祉センター（港南区芹が谷2丁目5-2）